# Andy Bell (zanger)
Andy Bell (25 april 1964, Peterborough) is een Britse popzanger, samen met Vince Clarke vormt hij het duo Erasure.
Andy Bell is openlijk homoseksueel en in 1998 gediagnosticeerd met hiv. Hij heeft altijd campagne gevoerd voor de erkenning van de rechten van LGBT-mensen en wordt beschouwd als een homo-icoon in het Verenigd Koninkrijk. 
- Bibsys: 6077429
- Biblioteca Nacional de España: XX999909
- Bibliothèque nationale de France: cb140274498 (data)
- Gemeinsame Normdatei: 134566785
- International Standard Name Identifier: 0000 0001 1476 3664
- Library of Congress Control Number: no2005101436
- MusicBrainz: 8263126b-9b1a-4509-b88c-fd87e4d22773
- Nationale Bibliotheek van Tsjechië: pna2006338113
- Système universitaire de documentation: 086911724
- Virtual International Authority File: 85102238
- WorldCat: E39PBJvMtK6HmQxv3fPH7H9CcP